# Protohydra leuckarti
Protohydra leuckarti är en nässeldjursart som beskrevs av Richard Greeff 1870. Protohydra leuckarti ingår i släktet Protohydra och familjen Protohydridae. Artens status i Sverige är: . Inga underarter finns listade i Catalogue of Life.